# Harvard Mark I

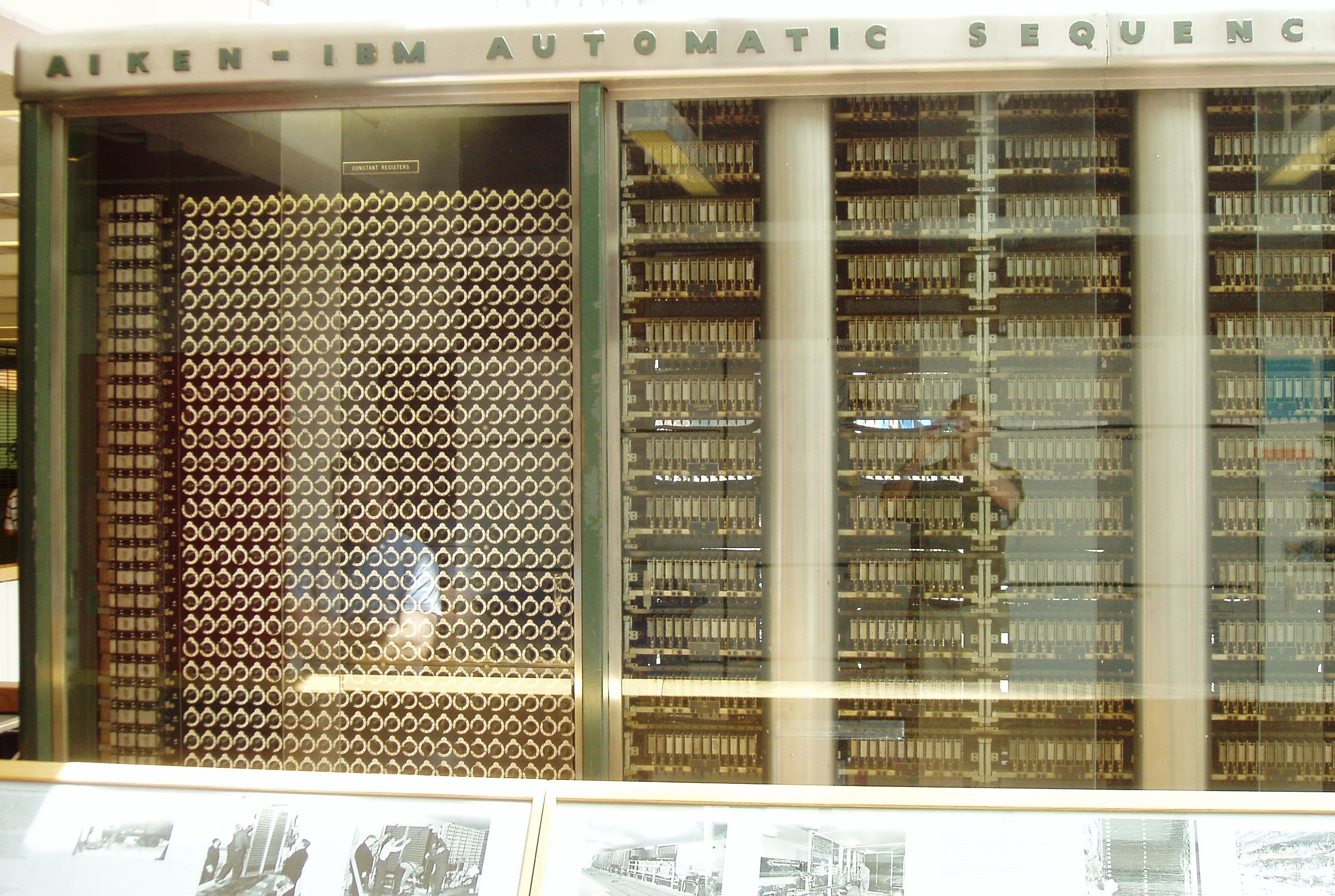
Harvard-IBM Mark 1 bal oldala

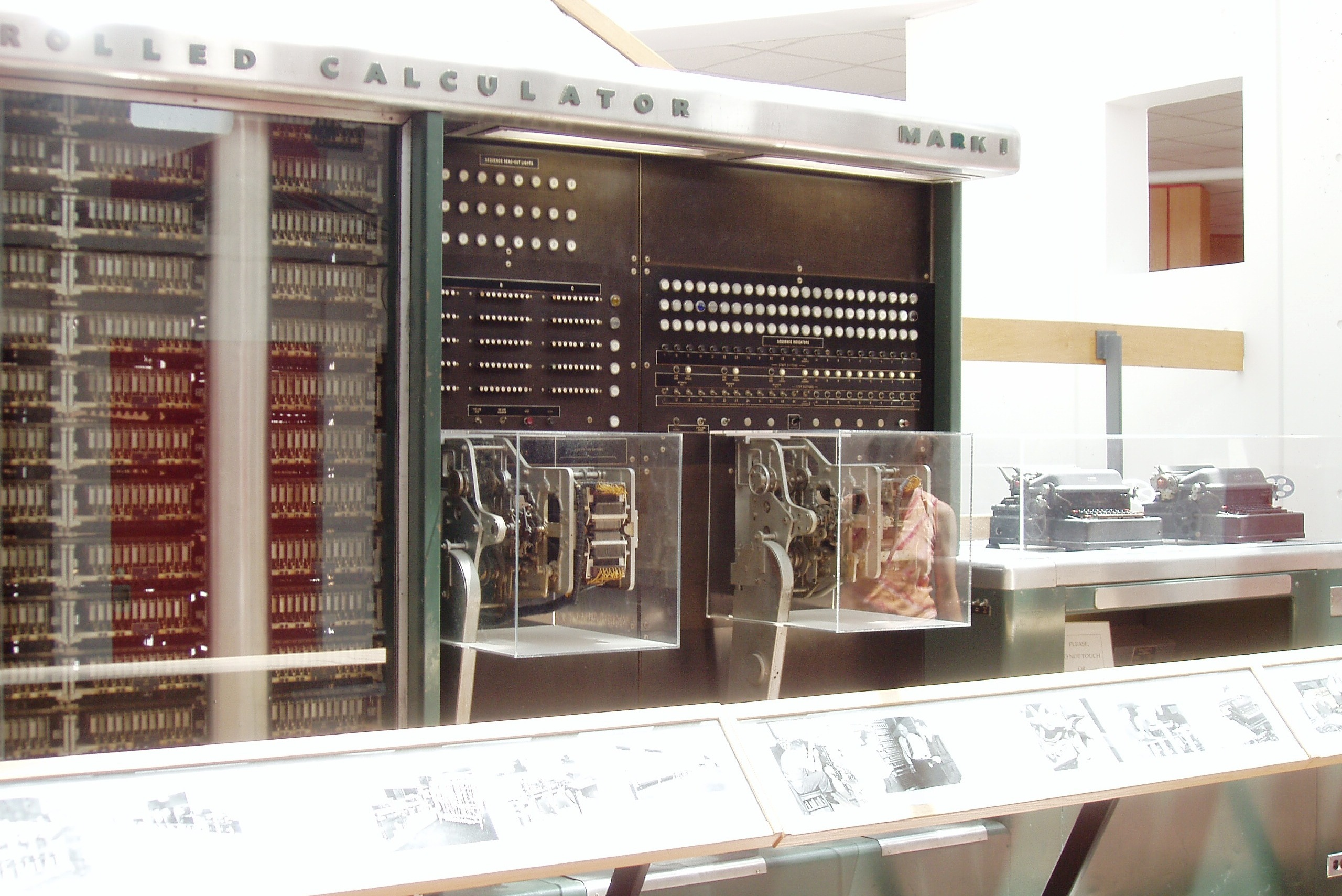
Jobb oldal

Az IBM Automatic Sequence Controlled Calculator (ASCC) gépe, amit a Harvard University készített és Mark I néven vált ismertté, egy elektro-mechanikus számítógép volt.

## Előzmények
1937-ben Howard H. Aiken felvetette, hogy tudományos célú számológépet kellene készíteni. A tudományos célú számológép Aiken szerint teljesen automatikus, tud pozitív és negatív számokkal dolgozni, ügyel a műveleti sorrendre is, valamint bonyolultabb függvényeket is kezel. 1944-ben ezek alapján elkészült a MARK I., majd a MARK II. (1946), később a MARK III. és a MARK IV.